# Mike Munchak
Michael Anthony Munchak (Scranton, Pensilvania, 5 de marzo de 1960), más conocido como Mike Munchak, es un exjugador profesional estadounidense de fútbol americano que se desempeñó en la posición de guard en la National Football League (NFL). Es miembro del Salón de la Fama del Fútbol Americano Profesional.

## Carrera
Munchak jugó como profesional doce temporadas en Houston Oilers (1982-1993), equipo en el que se retiró.

## Reconocimiento
El 4 de agosto de 2001, ingresó como miembro al Salón de la Fama del Fútbol Americano Profesional.